# Karl Gotthelf von Hund und Altengrotkau

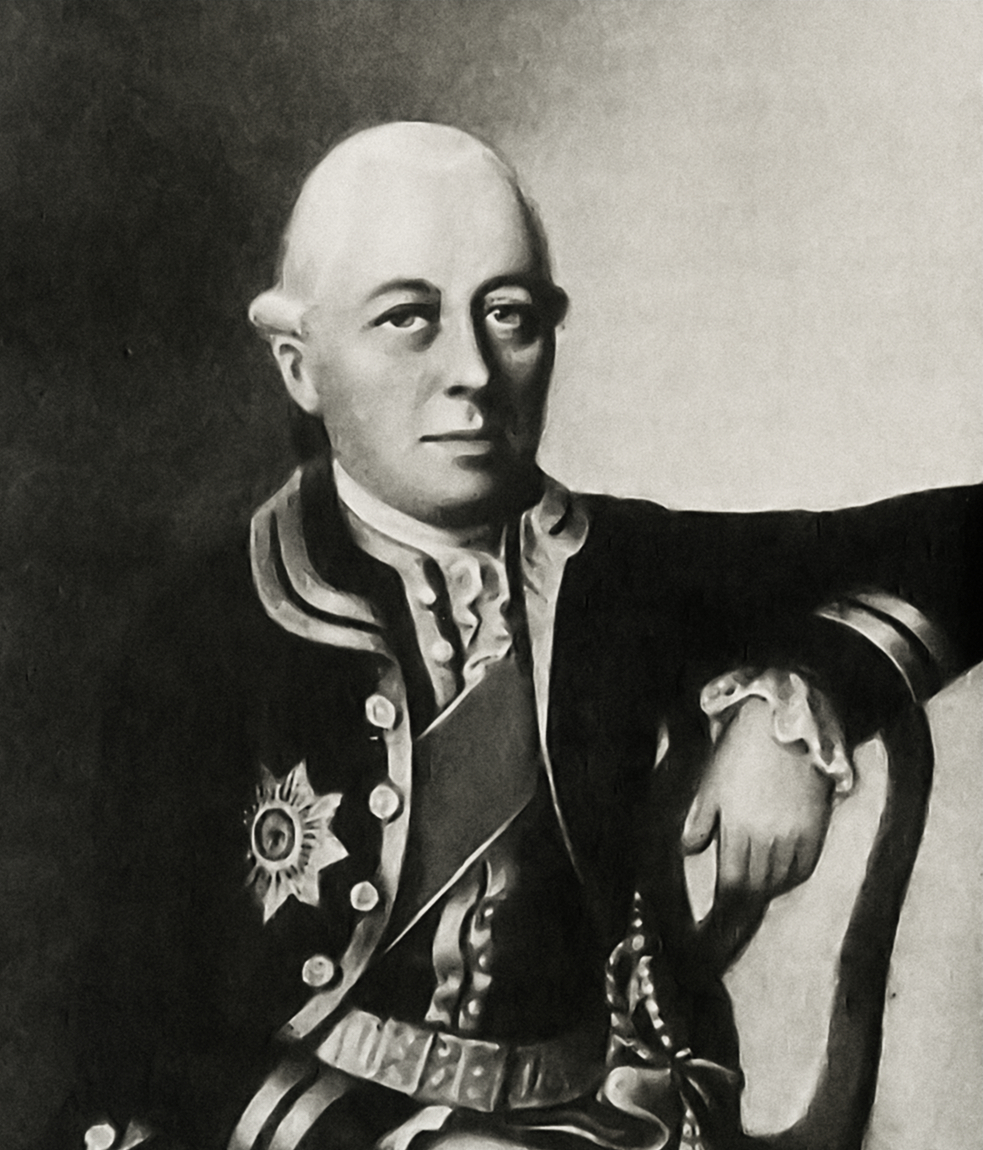
Karl Gotthelf von Hund und Altengrotkau

Karl Gotthelf, Reichsfreiherr von Hund und Altengrotkau (* 11. September 1722 in Unwürde, Oberlausitz; † 8. November 1776 in Meiningen, Herzogtum Sachsen-Meiningen) stammte aus altem schlesischen Adel und besaß bedeutende Güter in der Lausitz. Besondere Bedeutung erlangte er als Gründer und Oberhaupt der Strikten Observanz, der größten und bedeutendsten freimaurerischen Hochgrad-Organisation auf dem europäischen Kontinent im 18. Jahrhundert.:144

## Kindheit und Jugend
Hund entstammte dem schlesischen Geschlecht, das bis auf Heinrich von Hundt und Alten-Grottkau um 1480 zurückgeht. Dessen gleichnamiger Sohn war Komtur des Malteserordens in Glatz, wo er 1518 das Amt des Burggrafen von Glatz und 1523–24 das Amt des Landeshauptmanns bekleidete. In Urkunden kommen zwar schon um 1300 Johann und Christoph von Hund vor, es ist jedoch nicht nachweisbar, dass sie zur nachmaligen Altgrotkauer Linie gehören. Karl Gotthelfs Vater, Joachim Hildebrand von Hund (1686–1731), war kursächsischer Kammerherr und Großgrundbesitzer. Die Familie von Hundt und Alten-Grottkau besaß seit 1607 das Rittergut Unwürde und seit 1704 das Gut Oberkittlitz in der Oberlausitz. Karl Gotthelf war das jüngste von vier Kindern, die Geschwister waren aber schon vor seiner Geburt gestorben. Nach dem Tod des Vaters fiel das Erbe an den noch unmündigen Sohn, die Vormundschaft übernahmen seine Mutter, Sophia Elisabeth von Wehlen, und der Landesälteste Caspar Heinrich von Rodewitz. Karl Gotthelf genoss  besondere Fürsorge und eine gute Erziehung. Er studierte von 1737 bis 1739 in Leipzig. Danach ging er unter Führung des Obersten Friedrich von Schoenberg auf Reisen. Als die von ihm geliebte Tochter seines Vormunds Rodewitz starb, brach Hund seelisch zusammen und beschloss, nie zu heiraten.

## Hund und die Freimaurerei

### Erste Kontakte zur Freimaurerei
1741 war Karl Gotthelf von Hund anlässlich der Kaiserkrönung Karls VII. in Frankfurt am Main und wurde dort in eine Freimaurerloge aufgenommen. In Gent wurde v. Hund zum Meister erhoben und in Brüssel in den ersten höheren Grad aufgenommen, wobei er den Ritternamen Chevalier de l'Epée („Ritter vom Degen“ oder „Carolus eques ab ense“) erhielt.:148 1742 hielt er sich in Paris auf, wo er unter dem Einfluss einer vornehmen Dame zum Katholizismus konvertiert sein soll. Im Dezember 1742 fungierte er in Paris als Aufseher und im Januar 1743 als Meister vom Stuhl der Loge „Zu den drei Compassen“.:149
Nach v. Hunds eigenen Angaben wurde er während seines Aufenthaltes in Paris zwischen Dezember 1742 und November 1743 in einen „besonderen Orden“ aufgenommen. Die „unbekannten Oberen“ des Ordens hätten ihn zum „Heermeister“ (Provinzial-Großmeister) der VII. Ordensprovinz (Deutschland) ernannt mit dem Auftrag, den Templerorden wieder zu errichten. Dies gilt als Beginn der Strikten Observanz.
Unter Berufung auf sein damals abgelegtes Schweigegelübde verweigerte v. Hund jahrelang weitergehende Auskunft. Nachdem jedoch Betrüger entlarvt worden waren, die sich z. B. wie Georg Friedrich von Johnssen als Abgesandte der unbekannten Oberen ausgegeben und Logen usurpiert hatten, verlangten v. Hunds Anhänger Beweise für seine Berufung. Auf dem Konvent der Strikten Observanz 1775 in Braunschweig erklärte v. Hund: Er sei 1743 in Paris von  Lord Kilmarnock und anderen schottischen Rittern in den neuen Orden aufgenommen und dem Prinzen Charles Edward Stuart, einem hohen Ordensoberen, vorgestellt worden. Zunächst habe er Lord Kilmarnock für den Großmeister gehalten. Später sei ihm klar geworden, dass dahinter eine andere Person verborgen sei, zu der es aus politischen Gründen keine Verbindung geben durfte. Schließlich sei ein Emissär der „Ritter vom roten Federbusch“ bei ihm erschienen, habe von großen Besitzungen des Ordens in Labrador gesprochen und ihm Aktien zu 10.000 Pfund angeboten. Um sich an diesen Unternehmungen zu beteiligen, sei der erste Operationsplan (1754/1755) erarbeiten worden. Später habe er diese Versprechungen als Betrug erkannt, daraufhin die Überweisungen eingestellt und alle Verbindungen abgebrochen. Unter Tränen erklärte er, dass er wegen seines Eids nicht mehr sagen könne. Zum Beweis legte er noch sein „Heermeisterpatent“ vor. Das verschlüsselte Patent konnte bis heute nicht entziffert werden. Der Ritter vom roten Federbusch und andere von v. Hund erwähnte Personen sind nicht zu identifizieren.:149–150
Nach heutigem Stand der Forschung gilt als sicher: „Es gab eine auf britischem Boden entstandene (oder vielleicht nur projektierte) Organisation, in die v. Hund in Paris aufgenommen wurde; dieser Organisation gehörten hochrangige Freimaurer und eben auch Nicht-Freimaurer an, ebenso fanden sich in dieser Vereinigung Stuart-Anhänger wie auch Männer …, die nicht zu den Sympathisanten der Stuarts zu rechnen waren. Eine ähnliche Organisation, wie jene, die der Freiherr v. Hund später unter dem Namen Strikte Observanz aufbaute, war auf den britischen Inseln … nicht zu finden; und auch für Nordamerika ließ sich bislang nichts Derartiges nachweisen.“ An v. Hunds Aufnahme in den Orden wirkten Männer mit, die hohe Ämter in der englischen und schottischen Freimaurerei innehatten. Einige von ihnen gehörten zur Partei der Stuarts und nahmen auch 1746 an der Schlacht bei Culloden teil. Alexander Montgomerie, 10th Earl of Eglinton stand noch bis etwa 1756 in Verbindung mit v. Hund.:154–155
Die Beziehungen v. Hunds zu dem angeblichen französischen Tempelherrenorden sind verworren und nicht mehr aufzuhellen. Die überlieferten Tagebuchaufzeichnungen Hunds geben jedenfalls hierüber keine Auskunft.

### Hunds Wirken in der Freimaurerei
Karl Gotthelf von Hund kehrte 1747 von seiner Bildungsreise zurück. 1749 gab er gemeinsam mit dem zweiten Patronatsherren, Heinrich Adolf von Gersdorff, den Auftrag zum Neubau der Kirche in Oberkittlitz. 1750 kaufte er das Gut Niederkittlitz, so dass nun Ober- und Niederkittlitz wieder in einer Hand waren. Bauherr des Schlosses Niederkittlitz war entgegen der verbreiteten Ansicht wahrscheinlich nicht v. Hund, sondern schon nach 1702 der Vorbesitzer, Hans Wenzel II. von Gersdorff.:171–172 Von Hund lebte von den Einkünften seiner Rittergüter Unwürde, Kittlitz, Lieske, Großschweidnitz, Bärwalde, Mönau mit Rauden, Gebelzig, Jerchwitz, Groß Saubernitz, Sandförstgen, Zoblitz und Lipsa. Wenn er nicht auf Reisen war, bewohnte er das Schloss Unwürde, er führte einen großen Haushalt und liebte erlesene Pferde.:169–170
Es kann angenommen werden, dass er nach mehreren vergeblichen Versuchen, mit dem Hofe des Thronprätendenten Charles Edward Stuart in Kontakt zu treten, schließlich den Beschluss gefasst hat, die Ausgestaltung der siebenten Provinz des Tempelordens selbst verantwortlich in die Hand zu nehmen. Ab 1751 begründete er den Ritus der Strikten Observanz innerhalb der Freimaurerei. Dabei propagierte er stets die Idee einer Entwicklungslinie von den Tempelrittern zu den Freimaurern. Als Erstes gründete er 1751 auf seinem Gut Unwürde das Kapitel der Strikten Observanz Zu den drei Säulen, das zunächst nur ihn selbst und seinen besten Jugendfreund von Schoenberg umfasste. 1755 erstellte er für die Gemeinschaft der Tempelritter einen Operationsplan zur Gewinnung möglichst vieler Personen hohen Standes. Deren Mitglieder gaben sich klingende Ordensnamen. Hund selbst führte den Namen „Carolus eques ab Ense“ (Karl, Ritter vom Degen) oder „Chevalier de l’epée“ (Ritter vom Degen).

### Charakterisierung von Hunds Wirken
Aus heutiger Sicht war Hund kein Scharlatan, wie es im 18. Jahrhundert davon mehrere gab. Fest steht, dass Hund begeisterungsfähig sowie relativ leicht beeinflussbar gewesen war. Bereits als Jüngling soll er die Dichter des Altertums geliebt haben und sich ganz den Idealen des ritterlichen Geistes zugewandt haben. Gerade zu seiner Zeit verehrte man ritterliche Ideale, was auch in den anderen Hochgradsystemen der Freimaurerei des 18. Jahrhunderts stark zum Ausdruck kam. So vertrat Hund in seinem ganzen weiteren Leben mit Begeisterung die irrige Ansicht, dass die Freimaurerei von dem angeblich noch bestehenden Tempelherrenorden herstamme, den es wiederzuerwecken gelte. Von freimaurerischen Historikern wird Hund als ein Mensch von Herzensgüte und Brüderlichkeit eingeschätzt, der für seine Ideale alles opferte. Er hätte ein Leben in Wohlstand führen können, hätte höhere Hof- und Staatsstellungen einnehmen können. Auf dies alles verzichtete er zu Gunsten des Ordensgedankens. So ertrug er Mühe, Anfeindungen und Verfolgungen bis an sein Lebensende, immer in der irrigen Ansicht, Sendbote der Tempelritter gewesen zu sein. Als man ihn auf dem Konvent von Braunschweig am 11. Juni 1775 nach dem „unbekannten Oberen“ befragte, der ihn angeblich seinerzeit in Paris in das System der Strikten Observanz eingeführt habe, soll Hund unter Tränen versichert haben, dass dies seinem Eid und seinem Gewissen zuwiderliefe.
Für die Freimaurerei und das von ihm begründete System der Strikten Observanz opferte er viel Zeit, Geld und fast seinen gesamten Grundbesitz. Mit welcher Opferbereitschaft er sich für diese Lehrart einsetzte, beweist letztendlich auch, dass er, bereits sehr krank, 1776 noch nach Meiningen reiste, um den regierenden Herzog Friedrich August persönlich in die Strikte Observanz aufzunehmen.

## Tod
Kurze Zeit nach der Aufnahme des Herzogs Friedrich August starb von Hund an „hitzigem Fieber“ und wurde im vollen Templerornat vor dem Hochaltar in der Stadtkirche St. Kilian in Mellrichstadt bei Würzburg (Unterfranken) beigesetzt. Dabei trug er seinen Heermeisterring mit den Initialen N. V. I. O., d. i. „nulla vi invertur ordo“ („Durch keine Gewalt kann der Orden gestürzt werden“), dem Wahlspruch der Strikten Observanz. von Hunds Epitaph ist heute noch in der Stadtkirche St. Kilian erhalten.